# 雪地棋
雪地棋（PÜNCT），又名點棋，是比利時抽象策略遊戲設計師Kris Burm在2005年推出的兩人棋類，是Games Magazine的2007年最佳年抽象策略遊戲獎
。

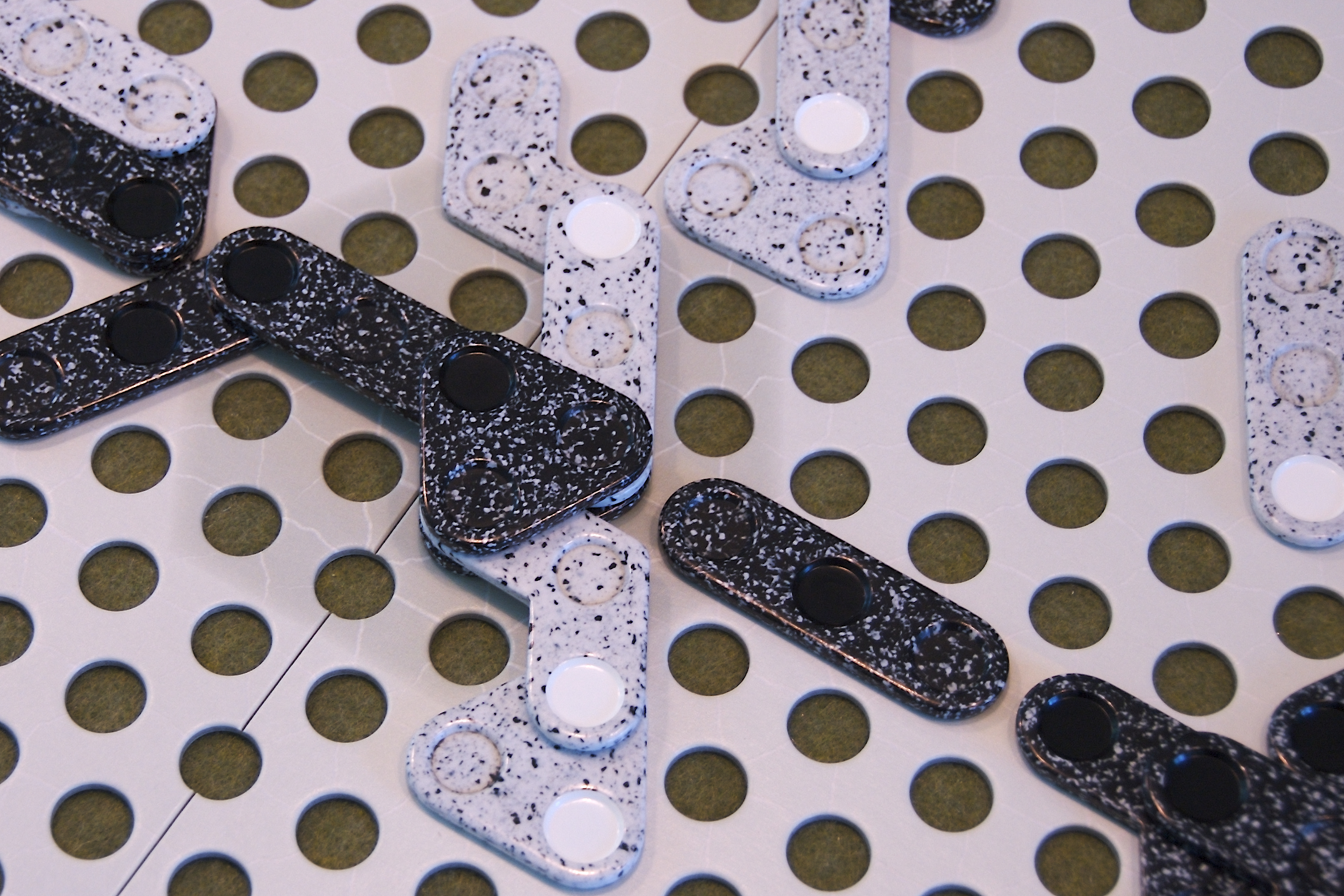
雪地棋

此棋是Kris Burm的星盤眾棋計畫六棋之一，主題為『連』。

## 棋具
- 9*9*9六角棋盤，每角缺一點，共二一一個棋點。

- 棋子有六種，皆由三棋點組成，正面皆為凹點，背面皆為凸點，以黑白兩色區分敵我，每方共十八枚。
  - 三角型，背面其中一點為特殊點，每方六枚。
  - 一字形，背面邊端一點為特殊點，每方四枚。
  - 一字形，背面中間一點為特殊點，每方兩枚。
  - ㄑ字形，背面中間一點為特殊點，每方兩枚。
  - ㄑ字形，背面右上一點為特殊點，每方兩枚。
  - ㄑ字形，背面右下一點為特殊點，每方兩枚。

## 規則
- 空秤開局。
- 每方回合可選擇兩種動作之一，被壓住的棋子無法動作，任何動作都需背面朝下：
  - 放子：將一枚棋庫的己棋放在空點，棋子任何部位都不可疊到其他棋子或在中間3*3*3的區域。
  - 移子：將一枚棋盤的己棋以其特殊點為中心，原地旋轉或朝六方之一移動，可越過其他棋子，可以特殊點為中心旋轉，落在空點或疊在同一高度的任何方、數量的棋子上。落下的位置需原先特殊點位置為同一直線。若疊在棋子上，特殊點只能落在己棋上。

- 以俯視角度觀看，先以己棋連結任意兩對邊獲勝[2]。

## 外部連結
- 線上遊戲 （页面存档备份，存于）